# یخ‌زده (فیلم ۲۰۰۷)
یخ‌زده (به هندی: Frozen)فیلمی سیاه و سفید محصول سال ۲۰۰۷ و به کارگردانی شیواجی چاندرابوشان است. در این فیلم بازیگرانی همچون دنی دنزونگپا، گائوری، عامر بشیر، راجندرانات زوتشی ایفای نقش کرده‌اند.